# Primula glandulifera
Primula glandulifera är en viveväxtart som beskrevs av I. B. Balf och W. W. Smith. Primula glandulifera ingår i släktet vivor, och familjen viveväxter. Inga underarter finns listade i Catalogue of Life.